# 松山往来
松山往来（まつやまおうらい）とは、現在の岡山県高梁市の中心部にあたる備中国松山へ周辺各地から通じていた旧街道（往来）の総称である。旧松山往来ともいい、この中でも特に、岡山藩（備前国岡山城）と、備中松山藩（備中国松山城）を結んでいた岡山藩官道の名称として扱われている。

## 概要

### 岡山からの道
岡山藩官道としての松山往来は、宇喜多氏時代に岡山藩が岡山城下の北側にあった山陽道を城下内に誘導させ、そこから放射状に「津山往来」、「倉敷往来」、「牛窓往来」、「金毘羅往来」、「鴨方往来」、そして「松山往来」という形で6つの官道、すなわち岡山藩六官道として整備したものである。
経路は、岡山城下（岡山市北区）から板倉宿（岡山市北区吉備津）まで山陽道と重複。板倉宿より分岐し、総社（総社市総社）を経て、松山城下の惣門前「広小路」（高梁市内山下）へ至る。松山から岡山に向けて「備前往来」とも呼んでいた。

#### 並行する現在の道
- 国道180号

### 新見からの道
備中国新見（新見市新見）より松山城下の惣門前「広小路」（高梁市内山下）へ至る。複数の経路が存在し、新見から松山に向けて「松山往来」、松山から新見に向けて「新見往来」と呼んでいた。

#### 並行する現在の道
- 国道180号

### 玉島からの道
備中国玉島湊（倉敷市玉島中央町）の鎮守、羽黒神社の大鳥居下、通称「宮ノ下」より北上し、爪崎（倉敷市玉島爪崎）から長尾（倉敷市玉島長尾）まで鴨方往来と重複。長尾より分岐し、箭田（倉敷市真備町箭田）、新本（総社市新本）を経て、美袋（総社市美袋）にて岡山からの道に合流。玉島から松山に向けて「松山往来」、美袋から玉島に向けて「玉島往来」と呼んでいた。

#### 並行する現在の道
- 岡山県道41号新倉敷停車場線
- 岡山県道60号倉敷笠岡線
- 岡山県道54号倉敷美袋線

### 笠岡・矢掛からの道
備中国笠岡湊（笠岡市笠岡）より追分（笠岡市笠岡・小平井）まで東城往来と重複。追分より分岐し、山陽道矢掛宿（小田郡矢掛町矢掛）を経て広瀬（高梁市松山）にて岡山からの道に合流。笠岡・矢掛から松山に向けて「松山往来」、広瀬から笠岡・矢掛に向けて「笠岡往来」や「矢掛往来」などと呼んでいた。

#### 並行する現在の道
- 岡山県道34号笠岡井原線
- 岡山県道48号笠岡美星線
- 岡山県道35号倉敷成羽線
- 岡山県道293号宇戸谷高梁線